# Jim Addison
Jim Addison (1 januari 1884 - overlijdensdatum onbekend) was een Australian football speler die voor Collingwood heeft gespeeld in de Australian Football League. Addison speelde als full-forward (spits) voor Collingwood in maar 10 wedstrijden in 2 seizoenen in the AFL. In zijn derde wedstrijd, won Addison een AFL grand final (premiership) en was de enige speler die meerdere keren scoorde in Collingwoods Grand Final tegen Fitzroy. 
In 1904 speelde Addison nog zeven wedstrijden, waarmee hij zijn carrière eindigde met 10 wedstrijden en 4 goals.